# Халк (фільм)
«Халк» (англ. Hulk) —  американський фантастичний бойовик режисера Енга Лі, знятого за однойменними коміксами Marvel Comics.

## Сюжет
Девід Баннер — науковець, що працює на уряд. У нього ідея створення універсальних солдатів, які нічого не бояться, невразливі і швидко відновлюються. У нього народжується син Брюс, і батько бере його кров на аналіз. Зрозумівши, що створив щось жахливе він намагається вбити сина. Але на захист стає Едіт, мати Брюса, і Девід випадково вбиває свою дружину, за що потрапляє у в'язницю на тривалий термін. Брюс за цей час виростає і теж стає вченим, при цьому дитинства свого він практично не пам'ятає. У нього навіть виникають романтичні стосунки з Бетті, дочкою генерала Росса.
Випадково він зазнав впливу гамма-променів і тепер при нападах люті перетворюється на Халка — величезного зеленого монстра неймовірної фізичної сили. Військові намагаються дістати його. Їм це вдається, але, перетворившись на Халка, Брюс тікає від них, при цьому зруйнувавши підземну секретну військову базу і кілька одиниць військової техніки. Але через любов до Бетті він знову добровільно здається.
До того часу його батько, Девід, вийшов із в'язниці і бачив, що його син перетворюється на Халка. Діставши його аналіз крові він сам мутує. У нього з'являється здатність набувати властивість речовин до яких він торкнувся. Він просить зустрічі з арештованим сином як єдиний родич, хоча насправді хоче дістати його силу. Він починає битися з Халком перетворюючись на електричну людину, потім в скелю, і потім у водяну істоту. Зрештою Халк віддає йому свою силу, але Девід не витримує її і самоліквідується.

## В ролях
| Актор              | Роль                 |
| ------------------ | -------------------- |
| Ерік Бана          | Брюс Беннер / Халк   |
| Дженніфер Коннеллі | Бетті Росс           |
| Сем Елліот         | генерал Таддеус Росс |
| Джош Лукас         | майор Ґленн Телбот   |
| Нік Нолті          | Девід Беннер         |
| Кара Буоно         | Едіт Беннер          |
| Селія Вестон       | місіс Кренцлер       |
| Кевін Ранкін       | Гарпер               |
| Джонні Кастл       | солдат               |
| Деніел Де Кім      | солдат               |
| Лу Ферріньйо       | охоронець (камео)    |
| Стен Лі            | охоронець (камео)    |

## Нагороди і номінації
| Нагороди  | Нагороди             | Нагороди                             | Нагороди                               |
| Рік       | Премія               | Категорія                            | Лауреат                                |
| --------- | -------------------- | ------------------------------------ | -------------------------------------- |
| 2004      | BMI Film Music Award | Найкращий саундтрек                  | Денні Ельфман                          |
| Номінації |                      |                                      |                                        |
| Рік       | Премія               | Категорія                            | Номінант                               |
| 2004      | Сатурн               | Найкраща акторка                     | Дженніфер Коннеллі                     |
| 2004      | Сатурн               | Найкраща музика                      | Денні Ельфман                          |
| 2004      | Сатурн               | Найкращий науково-фантастичний фільм |                                        |
| 2004      | Сатурн               | Найкращі спецефекти                  | Деніс Мюрен, Едвард Герст, Колін Бреді |